# František Veselý (lékař)
František Veselý (8. listopadu 1925, Třebíč – 12. února 2013) byl třebíčský lékař–neurolog a fotograf. 

## Biografie
František Veselý se narodil v Třebíči v roce 1925, absolvoval gymnázium v Třebíči a následně v roce 1951 lékařskou fakultu Masarykovy univerzity v Brně. Následně byl umístěn do Ostravy, posléze pracoval i v Opavě, Frýdku-Místku a Olomouci. V roce 1965 se však vrátil do Třebíče a stal se primářem neurologického oddělení Nemocnice Třebíči.
Historii se věnoval dlouhodobě, už v sedmdesátých letech se mu podařilo zdokumentovat boží muka ve Znojemské ulici, ty se pak podle těchto podkladů podařilo obnovit. V osmdesátých letech se významně zasloužil o záchranu třebíčského židovského hřbitova. Kontaktoval přeživší holocaustu z Třebíče žijící po celém světě, pořádal brigády a sháněl stavební materiál na údržbu hřbitova. Zasloužil se také o opravu kaple Povýšení svatého Kříže na Strážné hoře nebo pamětní desky dr. Albína Bráfa. Věnoval se také fotografování a dokumentování měnícího se města Třebíče.
V roce 2009 mu bylo uděleno čestné občanství města Třebíče, právě za záchranu třebíčského židovského hřbitova. V roce 2023 byl jeho jménem pojmenován park nad Starým hřbitovem v Třebíči.